# Yankiel León
Yankiel León Alarcón (Jobabo, 26 de abril de 1982) é um boxista cubano que representou seu país nos Jogos Olímpicos de Verão de 2008, realizados em Pequim, na República Popular da China. Competiu na categoria galo onde conseguiu a medalha de prata após perder a luta final para o mongol Enkhbatyn Badar-Uugan por pontos (5–16).